# Grande Prêmio da Europa de 2007 (Superbike)
O Grande Prêmio da Europa de 2007 foi a terceira etapa da temporada de 2007 da World Superbike. A corrida foi disputada no final de semana do dia 29-31 de Março nos 4.023km de Donington Park

## Corrida 1 de Superbike
| Pos | Piloto            | Moto                | Tempo     | Voltas | Pontos |
| --- | ----------------- | ------------------- | --------- | ------ | ------ |
| 1   | James Toseland    | Honda CBR1000RR     | 35'28.222 | 23     | 25     |
| 2   | Troy Corser       | Yamaha YZF-R1       | 35'29.590 | 23     | 20     |
| 3   | Max Biaggi        | Suzuki GSX-R1000 K7 | 35'30.670 | 23     | 16     |
| 4   | Noriyuki Haga     | Yamaha YZF-R1       | 35'37.471 | 23     | 13     |
| 5   | Lorenzo Lanzi     | Ducati 999 F07      | 35'46.250 | 23     | 11     |
| 6   | Fonsi Nieto       | Kawasaki ZX-10R     | 35'47.178 | 23     | 10     |
| 7   | Régis Laconi      | Kawasaki ZX-10R     | 35'58.220 | 23     | 9      |
| 8   | Max Neukirchner   | Suzuki GSX-R1000 K6 | 35'58.518 | 23     | 8      |
| 9   | Roberto Rolfo     | Honda CBR1000RR     | 35'58.747 | 23     | 7      |
| 10  | Jakub Smrž        | Ducati 999 F05      | 36'04.883 | 23     | 6      |
| 11  | Karl Muggeridge   | Honda CBR1000RR     | 36'07.611 | 23     | 5      |
| 12  | Joshua Brookes    | Honda CBR1000RR     | 36'16.267 | 23     | 4      |
| 13  | Michel Fabrizio   | Honda CBR1000RR     | 36'19.512 | 23     | 3      |
| 14  | Giovanni Bussei   | Ducati 999 F06      | 36'19.624 | 23     | 2      |
| 15  | Dean Ellison      | Ducati 999RS        | 36'28.378 | 23     | 1      |
| 16  | Luca Morelli      | Ducati 999RS        | 35'29.322 | 22     |        |
| 17  | Shinichi Nakatomi | Yamaha YZF-R1       | 35'33.524 | 22     |        |
| 18  | Aaron Zanotti     | Yamaha YZF-R1       | 35'56.402 | 22     |        |
| 19  | Steve Martin      | Honda CBR1000RR     | 36'44.697 | 18     |        |
| Ret | Ruben Xaus        | Ducati 999 F06      | 32'33.068 | 21     |        |
| Ret | Christian Zaiser  | MV Agusta F4 1000R  | 18'14.912 | 11     |        |
| Ret | Alessandro Polita | Suzuki GSX-R1000 K6 | 15'42.994 | 10     |        |
| Ret | Troy Bayliss      | Ducati 999 F07      | 7'42.426  | 5      |        |

## Corrida 2 de Superbike
| Pos | Piloto            | Moto                | Tempo     | Voltas | Pontos |
| --- | ----------------- | ------------------- | --------- | ------ | ------ |
| 1   | Noriyuki Haga     | Yamaha YZF-R1       | 35'26.734 | 23     | 25     |
| 2   | Max Biaggi        | Suzuki GSX-R1000 K7 | 35'26.845 | 23     | 20     |
| 3   | Troy Corser       | Yamaha YZF-R1       | 35'27.834 | 23     | 16     |
| 4   | Ruben Xaus        | Ducati 999 F06      | 35'32.661 | 23     | 13     |
| 5   | Lorenzo Lanzi     | Ducati 999 F07      | 35'36.568 | 23     | 11     |
| 6   | Régis Laconi      | Kawasaki ZX-10R     | 35'38.937 | 23     | 10     |
| 7   | Roberto Rolfo     | Honda CBR1000RR     | 35'49.021 | 23     | 9      |
| 8   | Jakub Smrž        | Ducati 999 F05      | 35'56.794 | 23     | 8      |
| 9   | Karl Muggeridge   | Honda CBR1000RR     | 36'04.468 | 23     | 7      |
| 10  | Max Neukirchner   | Suzuki GSX-R1000 K6 | 36'06.627 | 23     | 6      |
| 11  | Giovanni Bussei   | Ducati 999 F06      | 36'08.258 | 23     | 5      |
| 12  | Michel Fabrizio   | Honda CBR1000RR     | 36'12.351 | 23     | 4      |
| 13  | Steve Martin      | Honda CBR1000RR     | 36'19.281 | 23     | 3      |
| 14  | Shinichi Nakatomi | Yamaha YZF-R1       | 36'28.403 | 23     | 2      |
| 15  | Joshua Brookes    | Honda CBR1000RR     | 36'47.320 | 23     | 1      |
| 16  | Aaron Zanotti     | Yamaha YZF-R1       | 36'53.646 | 23     |        |
| 17  | Luca Morelli      | Ducati 999RS        | 36'53.915 | 23     |        |
| Ret | Fonsi Nieto       | Kawasaki ZX-10R     | 17'07.362 | 11     |        |
| Ret | Dean Ellison      | Ducati 999RS        | 11'16.953 | 7      |        |
| Ret | James Toseland    | Honda CBR1000RR     | 4'39.517  | 3      |        |
| Ret | Christian Zaiser  | MV Agusta F4 1000R  |           | 0      |        |

## Classificação Supersport

### Agregado
| Pos | Piloto             | Moto            | Tempo     | Voltas | Pontos |
| --- | ------------------ | --------------- | --------- | ------ | ------ |
| 1   | Kenan Sofuoglu     | Honda CBR600RR  | 34'56.601 | 22     | 25     |
| 2   | Robbin Harms       | Honda CBR600RR  | 34'57.365 | 22     | 20     |
| 3   | Katsuaki Fujiwara  | Honda CBR600RR  | 34'57.944 | 22     | 16     |
| 4   | Craig Jones        | Honda CBR600RR  | 35'06.816 | 22     | 13     |
| 5   | Simone Sanna       | Honda CBR600RR  | 35'08.736 | 22     | 11     |
| 6   | Davide Giugliano   | Kawasaki ZX-6R  | 35'09.583 | 22     | 10     |
| 7   | Yoann Tiberio      | Honda CBR600RR  | 35'13.243 | 22     | 9      |
| 8   | Massimo Roccoli    | Yamaha YZF-R6   | 35'13.265 | 22     | 8      |
| 9   | David Checa        | Yamaha YZF-R6   | 35'19.566 | 22     | 7      |
| 10  | Gianluca Nannelli  | Ducati 749R     | 35'20.453 | 22     | 6      |
| 11  | Sebastien Gimbert  | Yamaha YZF-R6   | 35'21.463 | 22     | 5      |
| 12  | Gianluca Vizziello | Yamaha YZF-R6   | 35'22.654 | 22     | 4      |
| 13  | David Salom        | Yamaha YZF-R6   | 35'23.113 | 22     | 3      |
| 14  | Barry Veneman      | Suzuki GSX-R600 | 35'26.046 | 22     | 2      |
| 15  | Pere Riba          | Kawasaki ZX-6R  | 35'26.049 | 22     | 1      |
| 16  | Chris Peris        | Yamaha YZF-R6   | 35'40.419 | 22     |        |
| 17  | Javier Fores       | Honda CBR600RR  | 35'41.442 | 22     |        |
| 18  | Gilles Boccolini   | Kawasaki ZX-6R  | 35'46.707 | 22     |        |
| 19  | Vladimir Ivanov    | Yamaha YZF-R6   | 35'48.301 | 22     |        |
| 20  | Miguel Praia       | Honda CBR600RR  | 36'04.999 | 22     |        |
| 21  | Jesco Gunther      | Honda CBR600RR  | 36'21.302 | 22     |        |
| 22  | David Forner       | Yamaha YZF-R6   | 36'52.086 | 20     |        |
| Ret | Gregory Leblanc    | Honda CBR600RR  | 23'08.219 | 14     |        |
| Ret | Lorenzo Alfonsi    | Honda CBR600RR  | 17'37.863 | 11     |        |
| Ret | Joan Lascorz       | Honda CBR600RR  | 18'00.121 | 11     |        |
| Ret | Gergo Talmacsi     | Yamaha YZF-R6   | 18'13.147 | 11     |        |
| Ret | Nikola Milovanovic | Honda CBR600RR  | 18'14.393 | 11     |        |
| Ret | Arnaud Vincent     | Yamaha YZF-R6   | 16'41.229 | 10     |        |
| Ret | Matthieu Lagrive   | Honda CBR600RR  | 14'36.485 | 9      |        |
| Ret | Tatu Lauslehto     | Honda CBR600RR  | 13'16.906 | 8      |        |
| Ret | Vesa Kallio        | Suzuki GSX-R600 | 14'16.391 | 8      |        |
| Ret | Fabien Foret       | Kawasaki ZX-6R  | 11'33.800 | 7      |        |
| Ret | Yves Polzer        | Ducati 749R     | 8'47.651  | 5      |        |